# Андрейків Михайло
Михайло Андрейків (23 грудня 1900, с. Раків, Долинський повіт – жовтень 1959, США) – український військовий та громадський діяч, член «Товариства українських інженерів» й «Українського народного союзу», вояк УСС та УГА, член УВО.
Відповідно до українського законодавства є борцем за незалежність України у XX столітті

## Життєпис
Закінчив 8 класів гімназії в місті Долині. Зголосився добровольцем до лав УСС, коли йому було лише 17 років. 
Згодом в УГА, у 1919 році потрапив до румунського полону. В червні 1922-го ув'язнений поляками та звільнений 1 січня 1923 року. 
У лютому довелося емігрувати до Чехословацької республіки через переслідування польською владою. В Українському таборі м. Йозефова вчився на матуральних курсах гімназії. Заяву прийняти його до Українського господарського інституту написав у Йозефові 27 червня 1923 р., а 15 жовтня 1924 р. звернувся до деканату агрономічно-лісового відділу УГА з проханням видати йому «свідоцтво відходу», бо планував вступати до Гірничої академії в Пшібрамі.
В американській газеті «Свобода» (28.11.1959) опубліковано інформацію про смерть члена відділу ч. 221 Українського народного союзу Михайла Андрейківа у жовтні 1959 року.

## Цікаві факти
У книзі «Євген Коновалець і його доба», в статті, написаній членом ОУН й ПУН Осипом Бойдуником про створення ОУН, на с. 366 опубліковано світлину з таким підписом: «Приїзд кур'єра УВО з краю, Антона Стефанишина, до Добжіші біля Праги. Зліва направо сидять Осип Бойдуник, Володимир Горбовий, Антін Стефанишин; стоять Антін Король, Осип Сєцінський, Михайло Андрейків. Добжіша, 1926 р.».